# محمد بن بعیث
محمد بن بعیث بن حلبس معروف به ابن‌بعیث (متوفی ۲۲۹ خورشیدی) ۲۳۵ (قمری)، فرماندار عربتبار مرند در سده دوم هجری در زمان خلفای عباسی بود. ابن بعیث از رجال دورهٔ متوکل است، حلبس پدربزرگ وی، سربازی عرب بود که بر مرند چیره شد. محمد در مرند دژ و استحکامات نطامی ساخت و در سال ۱۹۴ خورشیدی تبریز و شاهی (شهری در نزدیکی دریاچه ارومیه) را تسخیر کرد. وی در ابتدا رابطهٔ خوبی با جنبش سرخ جامگان داشت اما پس از گذشت زمانی، با بازداشت یکی از سرداران بابک به مخالفت با این جنبش برخاست. همکاری او با عباسی‌ها به درازا نکشید و در زمان متوکل به زندان افتاد و در همان‌جا درگذشت.
وی به زبان فارسی علاقه‌مند بود و اشعاری به فارسی می‌سرود. به گفته طبری پیران مراغه شعرهای فارسی وی را می‌خوانده‌اند. برخی از پژوهشگران، محمد بن بعیث را نخستین پارسی سرای آذربایجان دانسته‌اند که نمونه‌ای از اشعار او باقی نمانده است البته مشروط به اینکه مراد از «الفارسیه» در تاریخ طبری همان پارسی دری باشد نه زبان متداول در آذربایجان آن روزگار یعنی آذری یا به تعبیر دکتر ریاحی، فهلوی.

## عربها در آذربایجان
پس از نبرد نهاوند، بعضی سربازان عرب، بیشتر از کوفه و به خواست خودشان، به داخل آذربایجان مهاجرت کردند. عربها، جمعیتهای کوچکی از سربازان و مأموران جمع‌آوری مالیات را در بعضی از شهرها مثل حلوان، دینور، ری، همدان، قزوین و اردبیل برجای گذاردند که معمولاً حدود چند صد نفر می‌شدند. پادگان‌های بزرگ عرب‌ها در اصفهان (بیشتر همه در محله جی)، بردعه و «ارض روم» تا هشت هزار نفر سرباز داشتند تا جلوی هجوم بیزانسی‌ها را بگیرند و در شهر دربند حدود ۲۴۰۰۰ سرباز سوریه‌ای مستقر بودند تا با خزرها مقابله نمایند. بسیاری از آنان سرانجام به خانه‌های خود برمی‌گشتند، اما در موارد پادگان‌های کوچکتر، منابع اظهار می‌کنند که عرب‌ها با اعطای زمین و / یا مال از خزانه در ناحیه ساکن می‌شدند و خانه و مسجد می‌ساختند. با توجه به اینکه در این ناحیه از ایران، قبیله‌های چادرنشین و نیمه چادرنشین متعددی (کردها، دیلمی‌ها، خزرها ...) زندگی می‌کردند، دولت مرکزی برای مهاجرت، غالباً قبایل چادرنشین عرب را بر عرب‌های یکجانشین ترجیح می‌داد تا بتواند از یک قبیله ضد قبیله دیگر استفاده کند. در اواخر قرن هشتم میلادی، خلفای عباسی سعی کردند با تشویق آمدن عرب‌های جدیدتر از بصره به عنوان رقیب مهاجرین قدیمی‌تر، تسلط خود بر ناحیه را قوی کنند که خیلی هم موفقیت‌آمیز نبود، اما نقش اقتصاد دامپروری را در تحولات ایران غربی نشان می‌دهد
افزون بر مهاجرت رسمی، شمار قابل‌توجهی هم مهاجرت بدون اجازه وجود داشت که افراد یا قبیله‌های مشتاق برای زمین انجام می‌دادند و با ضعف نسبی یا بی‌توجهی دولت مرکزی، بیشتر می‌شد. بلاذری اشاره می‌کند که اقوام عربی که در آذربایجان (احتمالاً در سکونت‌گاه‌های نظامی) سکنا داده شده بودند، مشتاق بودند که به آن ناحیه بروند. وقتی می‌رسیدند، تلاش می‌کردند تا برای خودشان زمین بگیرند. گاهی زمین را می‌خریدند، امّا در بیشتر مواقع، ایرانیان روستایی زمین خود را به نام ایشان می‌کردند و خودشان رعیت عرب‌ها می‌شدند به امید اینکه ارباب آن‌ها را از مهاجمان دیگر حفظ کند یا مأمورین دولتی مالیات، زمین آنان را نگیرند. فامیل‌های عرب گوناگونی شناخته شده‌اند که از این طریق کنترل زمین یا قلعه‌هایی را در کرج، همدان، مرند، ارومیه، نیریز، تبریز، برزه و اصفهان بدست گرفتند. یکی از نتایج این روند، ظهور تعدادی دودمان کوچک تقریباً مستقل با بنیادگذاران عرب مهاجر بود که در تبریز خاندان رواد اُزدی، در همدان ابو دلف عجلی (دلفیان)، در نخجوان ابو دلف شیبانی و در مرند بعیث بن حلبس الربیعی بودند.
تطابق عرب‌ها با ایرانیان روندی تدریجی بود، مثلاً عرب‌های خراسان تا حدود زیادی رنگ ایرانی به خود گرفتند؛ از جمله همسر ایرانی داشتند، شلوار می‌پوشیدند، و نوروز و مهرگان را جشن می‌گرفتند، زبان فارسی را می‌فهمیدند و به آن سخن می‌گفتند. همین کاربرد زبان فارسی توسط اعراب، در مراوده با اتباع ایرانی، یکی از دلایل گسترش زبان فارسی جدید در مناطق «ما وراء النهر» شد. حتی در ناحیه‌ای مانند قم -که اعراب، علی‌رغم میل بومیان، خود را بر آنان تحمیل کرده و تا اواخر عهد امویان هیچ گونه تقاربی بین اعراب و ایرانیان ملاحظه نمی‌شد- اعراب پس از مدتی تحت تأثیر فرهنگ محلی قرار گرفته و فارسی شدند.
به گفتهٔ ابن حوقل در قرن چهارم هجری همهٔ مردم قم بی استثناء شیعه و اغلب آنان عرب بودند و زبانشان فارسی بود. علاوه بر جنبه‌های زبان، پوشاک و خوراک، فرهنگ‌پذیری اعراب مسلمان بیش از همه در زمینه‌های دیوانی و اداری بود که تخصص لازم را در آن نداشتند. رؤسای عرب به طرز زندگی اشراف و اعیان ایرانی گرایش داشته و گاهی آن را بر عادات خود نیز ترجیح می‌دادند. حتی امیری متعصّب چون حجاج، به کندوکاو دربارهٔ آداب و رسوم ایرانی می‌پرداخت. در این میان، تقلیل درآمد اعراب مهاجر و تنزل پایگاه اجتماعی ایشان، همراه با شعله‌ور شدن اختلافات قبیله‌ای میان آنها، عوامل مهمی در نزدیک تر شدن مهاجران و بومیان بود.
طبری، بعیث پدر محمد را از صعلوکان خوانده است، واژه سالوک که فارسی صعلوک است و سعدی هم آن را در بوستان آورده، هم به معنی درویش است و هم راهزن. درویشان و تهیدستان عرب را بدان نام خوانند و گروهی از فقرای عرب بودند که راهزنی می‌کردند و می‌گفتند: ما حق خویش از قبل عطایای مسلمین برگیریم؛ و هرچه راهزنی می‌کردند می‌گفتند: سلطان را خبر کنید که فلان مبلغها را صعلوکان گرفته‌اند. المنجد گوید: «صعالیک العرب لصوصهم و فقرائهم» (سالوکان عرب راهزنان و فقرای ایشانند) و سالوک پارسی نیز به همین معنی است و چنان‌که صاحب برهان پنداشته دزد و خونی و رهزن نیستند بلکه فقرایی بودند که گردهم آمده و به نام اخذ حق خود از بیت‌المال احیاناً به راهزنی و طغیان مشغول می‌شدند. عرب‌های آذربایجان تا سده سوم هجری فارسی زبان و ایرانی شده بودند. سند این مهم را به راحتی می‌توان در تاریخ طبری و تجارب الامم یافت. «محمد ابن بعیث شیبانی که رئیس ظوایف بنی بکر در آذربایجان بود در آغاز سده سوم هجری از سخنوران پارسی‌سرا و عربی‌سرا بود، و شعرهای بسیاری به پارسی سروده بود که در عراق شهرت داشت.»
طبری از زبان یکی از مردم آذربایجان نوشته: «جماعتی از بزرگان مراغه سروده‌های پارسی ابن بعیث را برایم خواندند و دربارهٔ ادب و شجاعتش سخن می‌گفتند.»"«مسکویه» نوشته: «محمد ابن بعیث سروده‌های زیبایی در عربی و فارسی دارد».

## خاندان

دیار ربیعه، محل استقرار قبیله ربیعه

حلبس پدر خاندان، از ربیعه بود که در صدر اسلام در منطقهٔ «بین النهرین» ساکن بودند. قسمت شمالی میان‌رودان، به سه بخش تقسیم می‌شد که هر بخش را دیار می‌گفتند. سه دیار شمالی میان‌رودان عبارت بودند از: دیار بَکر، دیار ربیعه، و دیار مضر، که در واقع از نام سه قبیله‌ای که قبل از ظهور اسلام و در زمان ساسانیان به آن جا کوچ کرده و تحت فرمانروایی ساسانیان درآمدند گرفته شده است. شهر آمِد که در ساحل رود دجله و در جنوب ترکیه قرار داشت مرکز «دیار بکر» و محل سکونت بکریان بود. موصل که در ساحل رود دجله و در شمال عراق قرار داشت بزرگ‌ترین شهر دیار ربیعه و محل سکونت قبیله ربیعه بود، و محل سکونت مضریان، رقه بود که در ساحل رود فرات و در شمال سوریه قرار داشت. دیار ربیعه، ناحیه‌ای در میان‌رودان است که بکر بن واٮٕل (شاخه‌ای از قبیلهٔ بزرگ ربیعه) در آن زندگی می‌کردند. حلبس از کسانی بود که در زمان خلافت ابو جعفر منصور به آذربایجان آمد و مرند را که به نوشته بلاذری آن هنگام ده کوچکی بود برای نشیمن خود برگزید. پس از مرگ او پسرش بُعَیث جانشین او شد. طبری می‌نویسد: بعیث از سالوکانِ وجناء پسر رَوّاد بود به نوشته بلاذری بارویی دور مرند کشید و شهر را استوار نمود.

## محمد پسر بعیث
پس از مرگ بُعَیث، پسرش محمد جانشین او شد و برای آبادی مرند کوشش زیادی نمود. محمد در مرند کوشکهایی بنیاد نهاد. محمد فردی با فرهنگ، دلیر و شاعر بود. به نوشته طبری شعرهای پارسی یا آذری داشته و میان آذربایگان معروف بوده که اگر تا امروز می‌ماند از کهن‌ترین شعرهای پارسی به شمار بود و ارزش شایانی در بازار ادبیات داشت. مرند در زمان او شهر بزرگ و زیبایی گردیده بود. طبری می‌نویسد: گرداگرد آن دو فرسنگ بود و گذشته از باغ‌ها ی فراوان درون شهر، بیرون آن را نیز از هر سوی باغ‌ها فرا گرفته بودند و جز راه دروازه‌ها باز نبود.
محمد دو دژ نیز داشت یکی دز شاهی که میان دریاچه ارومیه بر روی جزیره کوچکی نهاده و همواره از استوارترین دژهای آذربایگان به شمار بوده دیگری در بیرون دریاچه که طبری نام آن را (یکدر) می‌نویسد و جای درست آن پیدا نیست. دژ شاهی را طبری می‌نویسد از محمد وجناء گرفته بود از اینجا پیداست که محمد همچون پدر خود بعیث زیر دستی وجناء را نداشته بلکه بر وی چیره بوده است. در جلد ۱۴ ترجمه تاریخ طبری حوادث مربوط به محمد بن بعیث به صورت زیر آمده:
«سخن از خبر حادثاتی که به سال دویست و سی و چهارم بود» از جمله آن بود که محمد بن بعیث گریخت، سپس او را از طرف آذربایجان به اسیری آوردند و بداشتند.
سخن از اینکه چرا محمد بن بعیث گریخت؟ و سرانجام کار وی: گویند سبب آن بود که متوکل در این سال بیمار شده بود. به نزد ابن بعیث یکی بود که خدمت وی می‌کرد و خلیفه نام داشت. خلیفه به او گفت که متوکل بمرد و اسبانی برای وی آماده کرد و او با خلیفه که این خبر را به او داده بود سوی محل خویش گریخت به آذربایجان، محل وی مرند بود. به قولی دو قلعه داشت که یکی شاهی نام داشت و دیگری یکدر، یکدر بیرون دریاچه بود و شاهی میان دریاچه بود. دریاچه به اندازهٔ پنجاه فرسنگ است از حد اورمیه تا روستای داخرقان، دیار محمد بن روّاد.
شاهی قلعهٔ ابو بعیث استوار بود و آب ساکن بر آن احاطه داشت که مردم از اطراف مراغه بر آن تا اورمیه می‌رفتند، دریاچه ایست که نه ماهی در آن هست، نه خیر.
ابن واضح یعقوبی می‌نویسد:
 محمد بن بعیث بر ناحیه‌ای از آذربایجان به نام مرند مستولی بود، پس حمدویه ابن علی عامل آذربایجان با وی در افتاد و سپس …. پس او را به دربار خلیفه فرستاد و چون از راه رسید علیه حمدویه بن علی گزارش داد و به آن جهت حمدویه را زدند و مالهایی که بدست وی رسیده بود، گرفته شد و ابن بعیث رها گردید و پس از چند روزی که ماند از سامره به مرند گریخت و رهزنان آن ناحیه را نزد خویش فراهم ساخت و نافرمانی و ناسازی را آشکار نمود، پس حمدویه بن علی را از حبس در آورده به حکومت آذربایجان برگزیدند و (محمد) به سوی وی رهسپار شد و با او جنگید و او را کشت و کار ابن بعیث نیرو گرفت و زیرک ترکی بر سر وی فرستاده شد و با او جنگید و سپس عتاب بن عتاب به جنگ وی شتافت و حکومت به دست بغای صغیر بود، پس چند ماهی در جنگ با وی پایداری کرد و سپس به او امان داد و چون نزد وی آمد او را به دربار خلیفه فرستاد تا در سال ۵۳۲ به دست اسحاق زندانی شد و اندکی در حبس ماند و مرد و یحیی بن روّاد را نیز فرستاد و به او فرماندهی و عنوانی داده شد.

### همکاری با بابک خرمدین و خیانت به او
یعقوبی در تاریخ خود در وقایع روزگار معتصم سال ۲۱۰ می‌نویسد:
کار بابک بالا گرفت و محمد بن البعیث با او همراه بود و عصمة الکردی صاحب مرند از او پیروی داشت و معتصم، طاهر بن ابراهیم برادر اسحاق بن ابراهیم (برادر زاده طاهر ذوالیمینین) را که عامل آن سرزمین بود فرستاد و او را فرمان داد که با بابک بجگند و چون وی به آن سرزمین رسید، ابن البعیث به معتصم نوشته خبر داد که فرمانبردار اوست و چارهٔ کار بابک و پیروان وی را می‌اندیشد سپس با عصمة الکردی خداوندگار مرند مکر کرد و دخترش را گرفت و به مرند رفت، سپس او را به سرای خود خواند و او را با کسانی که با وی بودند باده داد و مستشان کرد و شبانه ایشان را به دژی از آن خود برد که به آن «شاهی» می‌گفتند و سپس ایشان را نزد معتصم فرستاد و معتصم او را بخشید و خلعت داد و این به آن جهت بود که وی طاهر بن ابراهیم را از آنچه رفته بود آگاه کرد و خواست که سلاح و دستور برایش بفرستد تا آنها را روانه کند و طاهر این کار را کرد و آنها را نزد معتصم فرستاد و خبرشان را به او نوشت و معتصم با اسحاق تندی کرده گفت: از برادرت کار ساخته نیست و جز از ابن البعیث کار بر نمی‌آید و افشین حیدر بن کاووس اسروشنی را فرستاد و حکمرانی همه آن سرزمین را به او داد و با وی اموال و خزاین سلاح فرستاد
گردیزی در زین الاخبار در خلافت معتصم چنین آورده: (امیر مرند)، عصمة را با ده سرهنگ به حصار خویش مهمان ساخت و همه را بکشت و عصمة را به دیوار حصار آورد و گفت: دیگر سرهنگان را آواز دِه و گر نه تو را بکشم. او صد تن را، از آن سرهنگان و پیشروان سپاه آواز داد. همه اندر حصار آمدند، یکان یکان همی درآمدند و تا همه را کشتند پس عصمة را با آن سرهای صد تن، نزد افشین فرستاد و افشین به نزد معتصم فرستاد. معتصم از عصمة، از سرزمین بابک و راه‌های آن پرسید و او از وسایل جنگ و راه‌های جنگ با بابک آگاهش کرد و عصمة تا روزگار واثق بالله زندانی ماند. و به این ترتیب محمد بن بعیث گاه با بابک و گاه با مأمون می‌بود تا اینکه در جنگ سال ۲۲۱ به همراهی افشین در محاصره دژ بابک همراه بود و روز جنگ به همراه بسیار راهنمایان با بغا همراه بود پس از چند روز که قصد تنگ کردن حلقه محاصره را داشتند به علّت سرمای طاقت‌فرسا، سپاه افشین سر به شورش برداشتند در نتیجه مجبور به عقب‌نشینی شدند.
از نوشتهٔ ابن واضح یعقوبی بر می‌آید قبل از محمد بن بعیث، فرمانده و حکمران مرند عصمة الکردی بوده است که از محمد بن بعیث پیروی می‌کرده و محمد خود از همراهان بابک بوده است که محمد بن بعیث سپس فرمانبرداری خود را از معتصم اعلام کرده و با مکر، عصمة الکردی را در ضیافتی دستگیر و تحویل معتصم داد. معتصم هنگامی که دستگیری یاران بابک را به دست ابن بعیث مشاهده کرد، با اسحق بن ابراهیم درشتی کرد و گفت: نزد برادرت چیزی نمی‌بینم و مردانگی را جز نزد ابن بعیث نمی‌بینم.

### شورش محمد در مرند
سال ۲۳۴ ابن بعیث در بغداد دربند بود. علت آن نامعلوم است. در آن سال از بغداد گریخت و در مرند شورش نمود. طبری می‌گوید
سخن از خبر حادثاتی که به سال دویست و سی و چهارم بود: از جمله آن بود که محمد بن بعیث گریخت، سپس او را از طرف آذربایجان به اسیری آوردند و بداشتند. سخن از اینکه چرا محمد بن بعیث گریخت؟ و سرانجام کار وی. گویند: سبب آن بود که متوکل در این سال بیمار شده بود. به نزد ابن بعیث خدمتکاری بود که خلیفه نام داشت. خلیفه به او گفت که متوکل بمرد و اسبانی برای وی آماده کرد و او با خلیفه که این خبر را به او داده بود سوی محل خویش گریخت به آذربایجان، محل وی مرند بود
ابن بعیث به نزد اسحاق بن ابراهیم بداشته بود، بغای شرابی دربارهٔ وی سخن کرد و کفیلان از او گرفته شد نزدیک سی کفیل، از جمله محمد بن خالد بن یزید بن مزید الشیبانی (از شروان شاهان)به سامرا رفت‌وآمد داشت. آنگاه سوی مرند گریخت و آنجا آذوقه فراهم آورد – در آنجا چشمه‌های آب هست – و جاهای آسیب دیده دیوار آن را مرمت کرد.
کسانی که فتنه می‌خواستند از ربیعه و دیگران از هر سوی به نزد وی رفتند که نزدیک دو هزار و پانصد کس با وی شدند. چون محمد بن حاتم بن هرثمه والی آذربایگان در دفع او کوتاهی می‌کرد، مأمون، حمدویه بن علی بن الفضل السعدی را والی آذربایگان ساخته و وی را از سامرا بر اسبان برید روانه کرد.(حاتم بن هَرْثَمه، پدر محمد بن حاتم ، حاكم پيشين ارمنستان بود كه بخاطر قتل ناجوانمردانه پدرش هرثمه بن اعین با  خلیفه دچار اختلاف بود). سپاهیان و شاکریان و کسانی که اجابت وی کرده بودند، به نزدش فراهم آمدند که با ده هزار کس شد و سوی ابن بعیث هجوم برد و او را به مرند راند که شهری است دور آن دو فرسنگ و درون آن بستانهای بسیار هست و از برون به دور آن درخت هست مگر در محل درها. ابن بعیث در آنجا لوازم حصاری بودن فراهم آورده بود، در آنجا چشمه‌های آب نیز هست. و چون مدت وی دراز شد، متوکل زیرک ترک را با دویست هزار سوار از ترکان سوی وی فرستاد که کاری نساخت. آنگاه متوکل عمرو بن سیسل بن کال (یا سیسیل) را با نهصد کس از شاکریان سوی وی فرستاد که کاری از پیش نبرد. پس بغای شرابی (بغای صغیر) را با چهار هزار کس از ترک و شاکری و مغربی را سوی وی فرستاد.
و چنان بود که حمدویه بن علی و عمرو بن سیسیل و زیرک به شهر مرند حمله برده بودند و درختانی را که اطراف آن بود بریده بودند، نزدیک صد هزار درخت بریده بودند، بجز درختان جنگل‌ها، و بیست منجنیق مقابل شهر نهاده بودند. کنار شهر نیز جاهایی ساخته بودند که در آن سکونت گیرند. ابن بعیث نیز مقابل آن‌ها به همان مقدار منجنیق نهاده بود. کسانی از کافران روستاها (علوج) که با وی بودند با فلاخنها سنگ می‌انداختند و کسی نمی‌توانست به دیوار شهر نزدیک شود. در مدت هشت ماه در نبرد وی نزدیک یکصد کس از یاران سلطان کشته شد و نزدیک به چهارصد کس زخمدار شد، از یاران وی نیز به همین مقدار کشته و زخمی شدند؛ و چنان بود که حمدویه و عمرو و زیرک هرروز به نوبت با ابن بعیث به نبرد بودند. دیوار از طرف شهر کوتاه بود اما از طرف بیرون نزدیک به بیست ذراع بود. جمعی از یاران ابن بعیث که نیزه داشتند با طنابها پایین می‌آمدند و نبرد می‌کردند و چون یاران سلطان به آن‌ها هجوم می‌بردند به دیوار پناهنده می‌شدند. بسا می‌شد که دری را به نام در آب می‌گشودند و به گروه از آن بیرون می‌شدند و نبرد می‌کردند آنگاه باز می‌رفتند. چنان‌که گویند: وقتی امان نامه بغای شرابی نزدیک مرند رسید، عیسی بن شیخ شیبانی را فرستاد که امان نامه‌هایی برای سران یاران ابن بعیث و خود ابن بعیث همراه داشت که فرود آیند و فرود آید به هر چه امیر مؤمنان حکم کند و گر نه با آنها نبرد می‌کند و اگر بر آنها ظفر یافت هیچ کس از آنها زنده نمی‌گذارد اما هر که فرود آید امان دارد.
بیشتر مردم ربیعه که با ابن بیعث بودند، از قوم عیسی بن شیخ بودند و بسیار کس از آن‌ها به وسیلهٔ طناب فرود آمدند. ابو اغر خویشاوند ابن بعیث نیز که شوهر خواهرش بود فرود آمد. از ابو اغر آورده‌اند که گوید: آنگاه در شهر را گشودند و یاران حمدویه و زیرک در آمدند. ابن بُعَیث از منزل خویش به فرار برون شد که می‌خواست از سمت دیگر برون شود، گروهی از سپاهیان که منصور پیشکارش از آن جمله بود به او پیوستند. ابن بُعَیث بر اسبی بود و شمشیری به گردن داشت می‌خواست سوی نهری شود که آسیایی بر آن بود و در آسیاب نهان شود. وی را اسیر گرفتند و سپاهیان، منزلش را با منزلهای یارانش و بعضی منزلهای شهر را به غارت دادند آنگاه پس از غارتگری کسان، بانگ زده شد: هر که غارت کند حرُمت از او برداشته است. از کسان ابن بعیث، دو خواهرش و سه دخترش و خاله‌اش دستگیر شدند. بقیه، کنیزکان همخوابه بودند. از حرم سیزده زن به دست یاران سلطان افتاد. از سران و نامداران وی نزدیک به دویست کس دستگیر شدند و باقیمانده گریختند. روز بعد بغای شرابی به نزد آنها رسید و بانگزن وی بانگ جلوگیری از غارت داد و بغای شرابی فتح را به نام خویش نوشت.

## دستگیری ابن بعیث و مرگ وی
در این سال [دویست و سی و چهارم] در ماه شوال بغای شرابی ابن بعیث را بیاورد با جانشین وی ابو الاغر و دو برادر ابن بُعَیث، صقر و خالد که با امان فرود آمده بودند و پسر ابن بعیث به نام علاء که او نیز با امان برون آمده بود، اسیرانی که آورده بود صد و هشتاد کس بودند و بقیه پیش از آنکه برسند جان داده بودند. وقتی به نزدیک سامرا رسیدند بر شترانشان نشاندند که مردم آنها را ببینند. متوکل بگفت تا ابن بعیث را داشتند، وی را از آهن سنگین کرد، اسیران را نیز بداشتند.
از علی بن جهم آورده‌اند که گوید: محمد بن بعیث را به نزد متوکل آوردند و بگفت: تا گردنش را بزنند. وی را بر نطعی انداختند. جلادان بیامدند و مهیای وی شدند. متوکل با خشونت به او گفت: «ای محمد چه چیز به این کار وادارات کرد؟»
گفت: «تیره‌روزی، تو آن طنابی که میان خدا و خلق وی کشیده شده‌ای. مرا از تو دو گمان هست که آن یک که بیشتر در خور تو است به دلم نزدیکتر است: بخشش.»
آنگاه بی درنگ آغاز کرد و شعری خواند به این مضمون:
| أبی الناس إلّا أنک الیوم قاتلی |  | إمام الهدی و الصفح أولی و أجمل |
| تضائَل ذنبی عند عفوک قلة       |  | فمن بعفو منک فالعفو أفضل       |
| فإنک خیر السابقین الی العلا   |  | و إنک بی خیر الفعالین تفعل     |

| مردم باور ندارند جز اینکه تو امروز مرا خواهی کشت      |  | ای پیشوای رستگاری با آنکه بخشایش زیبنده تر است به مردم |
| مگر من جز از سرشت خطایم؟                              |  | ولی بخشایش تو از نور پیغمبری سرشته است                 |
| تو بهترین کسی هستی که به بلندی و بزرگواری پیشی می‌جویی |  | و بی گفتگو است که زیبنده‌ترین آن دو کار را خواهی کرد    |

علی گوید: متوکل به من نگریست و گفت: «از ادب بهره‌ای دارد،» و من پیشدستی کرده گفتم: «امیر مؤمنان، از دو کار بهترین را می‌کند و بر تو منت می‌نهد.»
...[در متن نام شخص ناخوانا است] به من گفت: «گروهی از پیران مراغه در آنجا اشعاری از ابن بعیث را برای من خواندند، به پارسی، و از ادب و شجاعت وی یاد می‌کردند، وی را خبرها هست و گفتارها».
یکی از کسانی که می‌گفت: وقتی ابن بعیث را به نزد متوکل آوردند و ابن بعیث آن سخنان را با وی بگفت، به نزد متوکل حضور داشته بود، به من گفت: «معتز که با پدر خویش (متوکل) نشسته بود دربارهٔ وی سخن کرد و خواست که ابن بعیث را بدو ببخشد که بدو بخشیده شد و از او در گذشت.
و چنان بود که وقتی ابن بعیث گریخت اشعاری گفت به این مضمون:

«چه بسا کارها به سر بردم که دیگران

«آنرا وا گذاشته‌اند و ناتوانگری را

«به جای خودداری گرفته‌اند

«دربارهٔ آنچه سودی ندارد ملامتم مکن

«از من دست بدار که تقدیر به قلم رفته

«مال را در سختی و گشادگی تلف می‌کنم

«بخشنده آنست که با وجود نداری عطا می‌کند.»

و چنان بود که وقتی ابن بعیث گریخت در منزل خویش سه پسر از آن خویش به جا نهاد به نام بعیث و جعفر و جلیس با چند کنیز که در بغداد در قصر الذهب بداشته شدند. بغای شرابی از پس مرگ ابن بعیث که یک ماه پس از ورودش به سامره رخ داد دربارهٔ أبو الأغر دامادش سخن کرد که رها شد. خالهٔ ابن بعیث را نیز آزاد کردند که از زندان برون شد و همان روز از خوشحالی بمرد و بقیه درحبس بماندند. گویند یکصد رطل به گردن ابن بعیث نهاده بودند و همچنان به روی درافتاده بود تا جان داد. وقتی ابن بعیث را گرفتند کسانی را که به سبب کفالت وی در حبس بودند از حبس برون آوردند. بعضی از آنها در حبس مرده بودند. بعدها، بقیهٔ عیال وی را در آوردند، پسرانش جلیس و بعیث و جعفر را جزو شاکران کردند، به نزد عبید الله ابن یحیی خاقانی، و جیره برای آن‌ها معین شد.